# Sagunabhakti
Sagunabhakti – nurt w hinduizmie w ruchu dewocyjnym (bhakti), wyróżniający się antropomorficznym (postaciowym) sposobem postrzegania boga.